# لمور خدنگی
 لمور خدنگی (نام علمی: Eulemur mongoz) نام یک گونه از تیره لموریان است.